# 愛知県道7号半田南知多公園線

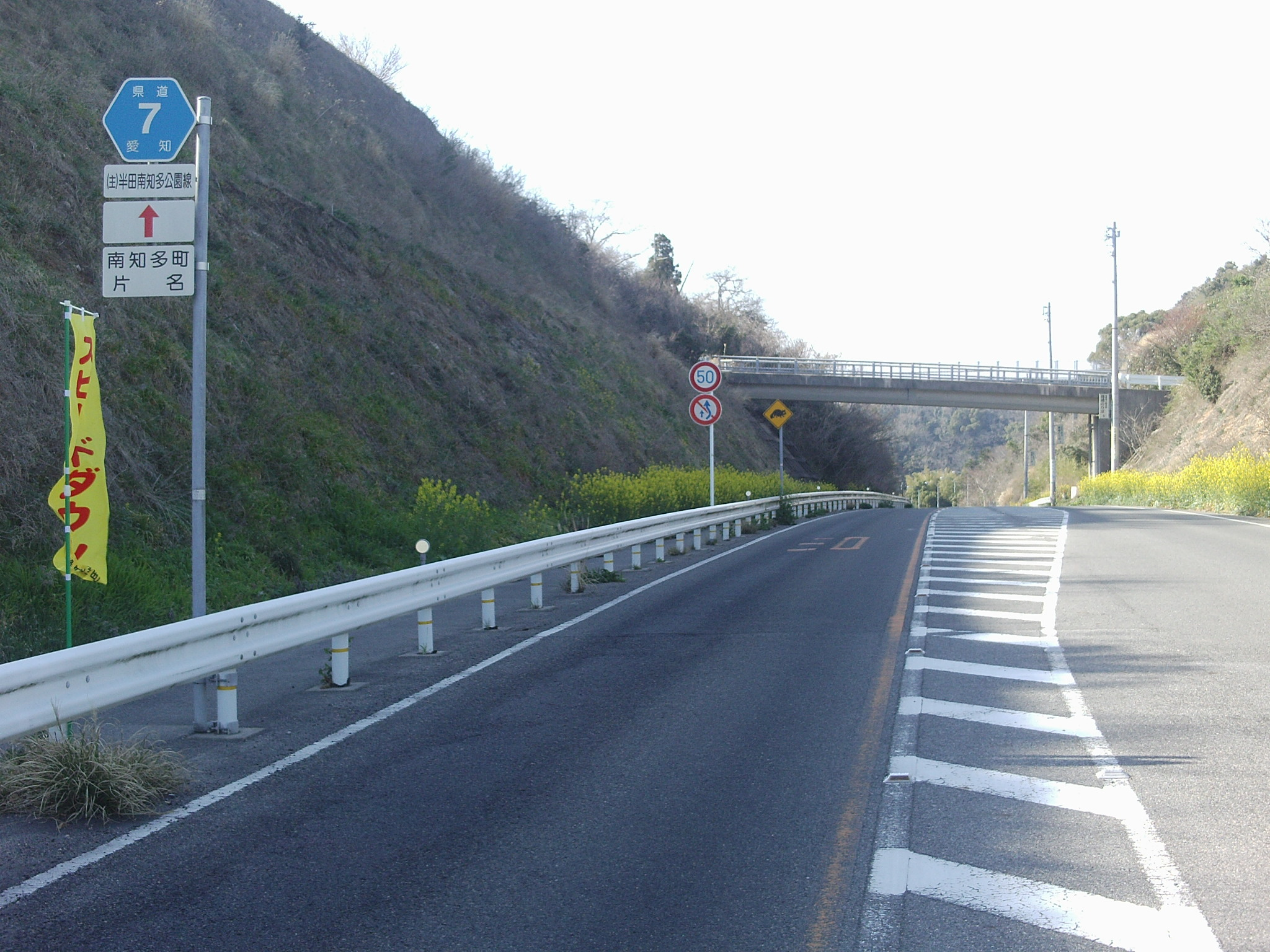
師崎港付近。南知多県立自然公園を縦断する。（知多郡南知多町片名）

愛知県道7号半田南知多公園線（あいちけんどう7ごう はんだみなみちたこうえんせん）は、愛知県半田市から同県知多郡南知多町に至る主要地方道である。

## 概要
知多半島を縦断する。半田IC - 豊丘ICは有料道路南知多道路として運用されている。

### 路線データ
愛知県法規集に基づく起終点および経過地は次のとおり。
- 起点：愛知県半田市
- 終点：愛知県知多郡南知多町
- 重要な経過地：知多郡武豊町、同郡美浜町

## 歴史
県道番号7号はもと静岡県道・愛知県道7号佐久間設楽線が指定されていたが、同路線は国道473号に昇格。替わりに愛知県道466号半田南知多公園線が地方主要道に指定された。

### 年表
- 1966年（昭和41年）1月21日
一般県道466号半田南知多公園線として認定される[1]。
- 1993年（平成5年）5月11日
主要地方道半田南知多公園線に指定される[2]。
- 1994年（平成6年）4月1日
主要地方道に昇格し、愛知県道7号となる。

## 地理

### 通過する自治体
- 愛知県
半田市 - 知多郡武豊町 - 常滑市 - 知多郡美浜町 - 知多郡南知多町

### 交差する道路
- 愛知県道280号豊丘豊浜線：豊丘交差点 - 豊丘南交差点で重複、本線は高架で通過）
- 愛知県道281号大井豊浜線：北廻間交差点
- 国道247号：羽豆岬交差点